# Zombies Ate My Neighbors
Zombies Ate My Neighbors é um jogo eletrônico do gênero run and gun produzido pela LucasArts e lançado pela Konami em 19 de Julho de 1993 nos EUA e no começo de 1994 na região PAL. O jogo é uma homenagem a vários filmes de terror das décadas de 1950 e 1980.
O jogo segue dois adolescentes, Zeke e Julie, enquanto eles batalham com monstros e mortos-vivos com uma variedade de armas. Eles devem lutar por 55 níveis e resgatar as pessoas em perigo. Salvando um mínimo de pessoas dos monstros, o jogador avança para o próximo nível.
O jogo virou um clássico cult após anos de seu lançamento e teve uma sequência intitulada Ghoul Patrol lançada em 1994 pela LucasArts.

## Jogabilidade
No início do jogo, o jogador deve escolher entre os dois personagens adolescentes, Zeke e Julie, ou dois no caso de um jogo multiplayer. Eles navegam por uma variedade de locais, como vizinhanças sub urbanas, shoppings, pirâmides e outros locais, destruindo vários monstros comuns em filmes de terror, como zumbis, vampiros, lobisomens, bebês gigantes e bonecos assassinos. Em cada um dos 48 níveis, incluindo sete níveis bônus, o objetivo do jogador é salvar os seus vizinhos que sobreviveram, ao ponto que uma porta irá se abrir quando todos os vizinhos no mapa forem salvos. Mas, caso o jogador não se apresse, os monstros irão matar os vizinhos ao mero toque, sendo que é somente necessário salvar ao menos um vizinho por estágio. O jogo termina caso o jogador perca todas as suas vidas ou caso todos os vizinhos daquele estágio morram. Cada estágio tem um máximo de dez vizinhos.